# Alexander Pereira

Alexander Pereira (1990er Jahre)

Alexander Pereira (* 11. Oktober 1947 in Wien) ist ein österreichischer Kulturmanager. Von 1991 bis 2012 war er Intendant des Opernhauses Zürich, von 2012 bis 2014 Intendant der Salzburger Festspiele. Von Oktober 2014 bis Dezember 2019 leitete er die Mailänder Scala. Ab der Saison 2020/2021 war er Intendant der Opera di Firenze.

## Leben und Wirken
Alexander Pereira kam als Sohn eines österreichischen Diplomaten in Wien zur Welt; er ist ein Nachkomme von Fanny von Arnstein. Sein Name geht auf portugiesische Vorfahren zurück, die sich 1720 in Wien niederließen. Da er auf Wunsch der Eltern zunächst „einen rechten Beruf erlernen“ sollte, ließ er sich in Marketing und Verkauf ausbilden und ging als Touristikmanager nach London. Anschließend war er fast zwölf Jahre für Olivetti tätig: In Frankfurt verkaufte er Schreib- und Rechenmaschinen, in Berlin war er Geschäftsstellenleiter.
Nebenbei absolvierte er ein Gesangsstudium. 1979 erhielt er von Hermann Josef Abs, dem ehemaligen Chef der Deutschen Bank, den Auftrag, zusammen mit Katharina von Bismarck die Frankfurter Bachkonzerte zu veranstalten, die von der Deutschen Bank gegründet worden waren. Von 1979 bis 1983 war er Vorstandsmitglied der Frankfurter Bachkonzerte.
1984 wurde er als Generalsekretär der Konzerthausgesellschaft nach Wien berufen. Es gelang ihm dort, die Konzertszene zu modernisieren, neues und junges Publikum zu gewinnen sowie Christoph Lieben-Seutter als persönlichen Assistenten für diese Tätigkeit zu engagieren. Alle zwei Jahre veranstaltete er das Internationale Musikfest der Wiener Festwochen.

### Intendanz des Opernhauses Zürich
1989 war er als künstlerischer Leiter der Salzburger Festspiele im Gespräch, doch stattdessen kam er ans Opernhaus Zürich, wo er am 1. Juli 1991 Intendant wurde. In kurzer Zeit gelang es ihm, zahlreiche international beachtete Inszenierungen auf die Bühne zu bringen, durch erfolgreiches Marketing und Akquirieren von Sponsoren Millionenschulden abzubauen und Gewinn zu erwirtschaften.
Als Intendant legte Pereira Wert auf die Entwicklung eines Ensembles, die Förderung junger Interpreten, offene Veranstaltungsformen und die Einbeziehung des Publikums sowie die Zusammenarbeit mit bekannten Künstlern. Im Zentrum von Pereiras Spielplangestaltung stand die Pflege des Opernrepertoires von Mozart bis Verdi. Darüber hinaus unterstützte er auch Uraufführungen zeitgenössischer Werke.
1996 wurde Pereira Geschäftsführer der künstlerischen Kommission der Zürcher Festspiele, die er maßgeblich initiiert hatte und die im Sommer 1997 zum ersten Mal stattfanden. Sein Vertrag am Opernhaus lief bis Sommer 2012, seine Zürcher Ära beendete er am 8. Juli 2012 mit Verdis Falstaff. Sein Nachfolger als Intendant des Opernhauses Zürich ist Andreas Homoki, der zum Zeitpunkt der Ernennung Intendant der Komischen Oper Berlin war.

### Intendanz der Salzburger Festspiele
Am 20. Juli 2012 übernahm Alexander Pereira die Intendanz der Salzburger Festspiele und somit die Verantwortung der Opernbesetzungen der Salzburger Festspiele 2012 bis 2014. Er erweiterte das Festival um eine Ouverture spirituelle, ließ alle Opernproduktionen nur einen Sommer lang spielen und konnte bereits im ersten Jahr seiner Intendanz einen Besucherrekord erzielen. Gemeinsam mit der Sängerin Cecilia Bartoli erarbeitete er ein neues Konzept für die Salzburger Pfingstfestspiele, welches von Publikum und Kritik sehr gut angenommen wurde. 2012 kehrte Nikolaus Harnoncourt zu den Festspielen zurück, und mit Zimmermanns sperriger Oper Die Soldaten gelang eine exemplarische Inszenierung, deren musikalische Komponente hoch gelobt wurde. 2013 holte Pereira rund tausend venezolanische Jugendliche, die in den Orchestern und Chören von El Sistema spielen und singen, nach Salzburg. Die Konzertreihe wurde von Kritik und Publikum bejubelt, es gab Standing Ovations. Wiederbelebt wurden auch die Tradition des Salzburger Festspielballs und die Vergabe von Auftragswerken. In jedem Sommer präsentierte Pereira eine Oper eines Zeitgenossen, 2014 war dies – erfolgreich – die Uraufführung von Marc-André Dalbavies Charlotte Salomon. Gemeinsam mit Schauspieldirektor Sven-Eric Bechtolf präsentierte er 2013 eine erfolgreiche grundlegende Neufassung des Jedermanns, erarbeitet von dem britisch-amerikanischen Regie-Duo Julian Crouch und Brian Mertes. Auch die Jahre 2013 und 2014 brachten Besucherrekorde.
Pereiras Expansionskurs wurde allerdings vom (politisch besetzten) Kuratorium der Festspiele nicht mitgetragen, von der Präsidentin der Festspiele nur teilweise. Es kam daher bereits 2012 zu heftigen Kontroversen – insbesondere mit dem Salzburger Bürgermeister Heinz Schaden, der eine Verlängerung des Vertrages dezidiert ausschloss und damit Pereira zu Verhandlungen mit der Mailänder Scala motivierte. Am 11. Juni 2013 einigten sich Pereira und das Kuratorium auf eine vorzeitige Vertragsauflösung nach dem Ende der Salzburger Festspiele 2014, Bechtolf übernahm interimistisch für zwei Spielzeiten.

### Intendanz der Mailänder Scala
Im April 2005 lehnte Pereira ein Angebot der Mailänder Scala noch ab. Diese Entscheidung basierte einerseits auf seiner engen Verbundenheit mit Zürich, andererseits auf dem Beschluss des Regierungsrates des Kantons Zürich, von der angekündigten Kürzung des Subventionsbeitrags um zwei Millionen Franken abzusehen. Nach längeren Verhandlungen wurde er jedoch Anfang Juni 2013 auf den Intendantenposten in Mailand berufen. Er trat sein Amt mit Beginn der Spielzeit 2014/15 an. Noch vor seinem Antritt kam es zu einer heftigen Kontroverse um Übernahmen von Erfolgsproduktionen der Salzburger Festspiele und zu einer freiwilligen Verkürzung seines Vertrages auf nur eine Spielzeit. Nach Peter Steins erfolgreicher Aida-Inszenierung im Februar 2015 bestellte ihn jedoch das Kuratorium einstimmig für die ursprüngliche Laufdauer des Vertrages bis 2019. Kritik erntete Pereira im März 2019, als er den saudischen Kulturminister in den Aufsichtsrat des Opernhauses aufnehmen wollte.
Im Juni 2019 wurde bekannt, dass ihm im Juli 2021 Dominique Meyer als Intendant der Mailänder Scala nachfolgen soll. Der im Februar 2020 auslaufende Vertrag von Pereira wurde zunächst noch bis Juni 2021 verlängert, dann aber im Hinblick auf seine neue Intendanz in Florenz auf Ende 2019 vorzeitig aufgelöst.

### Intendanz der Teatro del Maggio Musicale Fiorentino
Ende August 2019 nahm Pereira das Angebot an, auf die Saison 2020/2021 als Nachfolger von Cristiano Chiarot Intendant der Opera di Firenze in Florenz zu werden. Er ist damit auch verantwortlich für das älteste Musikfestival Italiens, das Maggio Musicale Fiorentino.
Die Oper wurde am 15. Oktober 2020 wegen der COVID-19-Pandemie geschlossen und am 26. April 2021 mit dem Eröffnungs-Sinfoniekonzert des 83. Festivals unter dem auf Vorschlag von Pereira auf den 1. März 2022 und bis zum 31. Dezember 2024 zum Chefdirigenten gewählten Daniele Gatti wiedereröffnet. Auch trat das Orchester wieder im Ausland auf; so fanden 2021 Konzerte in Grafenegg und Budapest unter Lorenzo Viotti und unter dem auf Pereiras Initiative zum Ehrendirigenten der Oper auf Lebenszeit ernannten Zubin Mehta an den Salzburger Pfingstfestspielen, in Athen, am 10. Oktober 2021 an der Expo 2020 in Dubai und Ende Oktober/Anfang November 2021 anlässlich einer Europatournee statt (in Hamburg, Linz, Wien, Luxemburg und Dortmund).
Im Februar 2023 erklärte er seinen Rücktritt als Opernintendant in Florenz.
Im Februar und März 2025 wurde bekannt, dass die Staatsanwaltschaft Florenz Pereira Veruntreuung vorwirft und eine Haftstrafe von vier Jahren und vier Monaten fordert. Das italienische Kulturministerium und die Stiftung des Florentiner Opernhauses Teatro del Maggio Musicale Fiorentino klagen Pereira auf Schadensersatz wegen „moralischen, Image- und Vermögensschäden“ in Höhe von 10 Millionen. Er soll auf Kosten der Maggio-Stiftung widerrechtlich Reisen und Umzüge getätigt und 35 Millionen Euro, die der staatliche Fonds für die Rekapitalisierung der Opern- und Symphonieorchester zur Verfügung gestellt hatte, missbräuchlich, nämlich für Gehälter und Steuern anstatt zur Stärkung des Stiftungsvermögens verwendet haben. Für ihn gilt die Unschuldsvermutung.

### Sonstiges
Alexander Pereira gilt international als erstrangiger Kulturdirektor. Aktuelle Projekte sind die künstlerische Nachwuchsförderung und die Ausbildung künftiger Intendanten. Zu diesem Zweck initiierte Pereira ein Master-Programm für Kulturmanager, das von der Universität Zürich als Nachdiplomstudium angeboten wird (Executive Master of Arts Administration). Das dreijährige Master-Programm vermittelt die notwendigen Kenntnisse für die Gesamtführung von Kulturbetrieben.
Alexander Pereira ist erfolgreicher Besitzer und Züchter von Rennpferden und Hobbykoch. Er ist im Beirat der Liechtensteiner Stiftung Ars Rhenia, die Kultur und Kunst fördert. In Indien führt er die Stiftung „Saint Francis Home“ für Mädchen mit einer Behinderung.
2015 wurde Pereira mit dem Pro-Arte-Europapreis des Herbert-Batliner-Europainstituts ausgezeichnet.

### Privates
Pereira ist liiert mit der 39 Jahre jüngeren Daniela de Souza, die zuvor mit dem Fotografen Otto Weisser verheiratet war. Pereira ist immer noch mit Estelle verheiratet, die er im Alter von 23 Jahren geheiratet hatte. Mit ihr hat er einen Sohn und eine Tochter.